# RMI–8
Az RMI–8 (Repülő Műszaki Intézet) egy kísérleti vadászrepülőgép, mely X/V kódjelzés alatt 1943–1945 során Marton Vilmos, Marton Dezső és Varga László vezetése alatt folyt kísérleti munka eredménye.

## Története

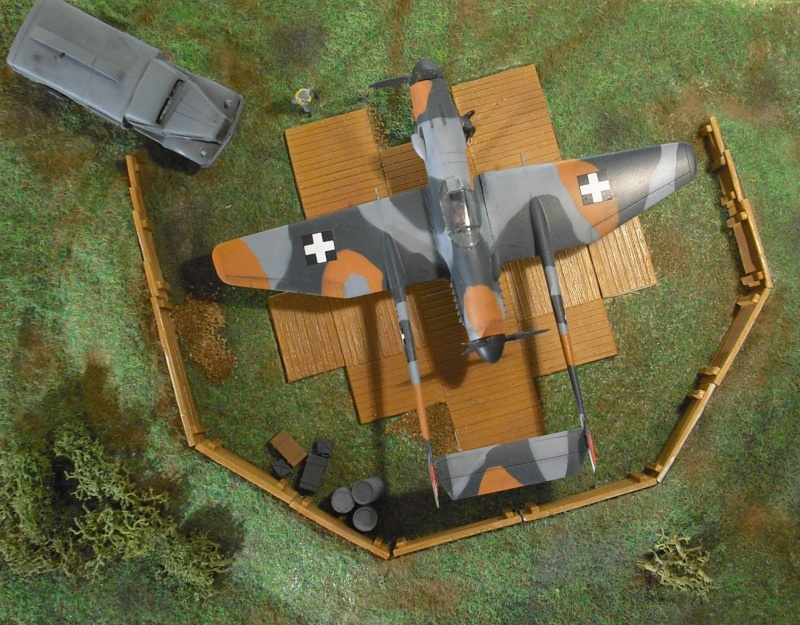
Ugyanaz a makett, felülnézetből. Jól látható a szárny sajátos formavilága

A repülőgép a Magyarországon akkor a Rábában gyártott Bf 109G (főként G–6 változat) fő elemeit felhasználó négysebességű, erősen felfegyverzett vadászgépnek készült, mellyel az angolszász és szovjet, vadászgépekkel kísért bombázócsoportokat kívánták támadni. Ilyen értelemben a Me 210 és a Bf 109G harci gépek részleges közös váltótípusa lett volna. A gép egyúttal a magyarországi repülőgép-fejlesztés csúcsa volt.
Mivel erősebb motor nem állt rendelkezésre, két Daimler-Benz DB 605A–1 erőforrást kívántak alkalmazni, toló-húzó elrendezésben, hogy minimalizálják a légellenállást. A német Do 335-el ellentétben azonban a toló légcsavar nem a repülőgép végén helyezkedett el, hanem közvetlenül a motor mögött, így az irányító felületeket két csőszerű tartó hordta. A repülőgép tehát megjelenésében hasonlított így a Saab 21, és a Vampire vadászrepülőgépekre. A két hajtóművel a teljesen fémépítésű repülőgép meglehetősen nagy sebesség elérésére lehetett volna alkalmas, akár 800 km/h vmax is lehetséges lett volna MW50 gyorsítók nélkül is.
A hátsó légcsavar miatt a pilóta hagyományos úton nem tudta volna elhagyni a repülőgépet, ezért egy rugós rendszerű katapultszéket építettek be. A jó fordulékonyság (manőverező légi harc) érdekében kis méretűre tervezték a gépet, ezért viszonylag csekély mennyiségű üzemanyagot és fegyverzetet hordozhatott, azaz két géppuska mellett kettő, a szárnyakban lévő gépágyú kapott volna helyet. Fegyverzetét és aerodinamikai sajátosságait figyelembe véve egy rendkívül potens harci repülő lett volna, amely a siker reményében vehette volna fel a harcot a legkorszerűbb ellenséges vadászgépekkel és bombázókkal szemben is, ráadásul a hátsó erőforrás némi védelmet nyújtott volna a találatok ellen a pilótának és az első motornak, ezáltal a típus túlélőképessége magas lett volna.
Az elkészült XV+01 jelzésű prototípus azonban a próbarepülések előtt megsemmisült egy bombázás során 1944. április 13-án, újabb gép elkészítésére a beálló hadi helyzet miatt lehetőség már nem volt és 1945 után a típus hosszú időre feledésbe merült.
A repülőgép vonalvezetése (all-aero.com):  Archiválva 2021. április 10-i dátummal a Wayback Machine-ben

## Műszaki adatok[6]
- Feladatkör: elfogó vadászrepülőgép
- Személyzet: 1 fő
- Fesztáv: 11,8 m
- Hossz: 10,2 m
- Magasság: 3,5 m
- Felszálló tömeg: 3800 kg (az adat több hazai kötetben megjelent, de bizonyosan téves, mert egy feltöltött Bf 109G-6 törzs és két DB motor együttes tömege is meghaladja ezt az értéket, a plusz fegyverzet nélkül is 3904 kg)
- Max. sebesség: 800 km/h (elméleti számítások)
- Hatótáv: 1000 km (póttartály)
- Repülési magasság: 11 500 m
- Fegyverzet: 2 db 8 mm-es Gebauer vagy 13 mm-es MG 131 légcsavarkörön át tüzelő géppuska a törzsben, az első motor fölött, 2 db 30 mm-es MK-108-as gépágyú a szárnyakban.
- Motor: 2 db Daimler-Benz DB 605 A-1, 2x1475 LE